# Национальный проект «Цифровая экономика»
Национальный проект «Цифровая экономика» — один из национальных проектов в России на период с 2019 по 2024 годы. С февраля 2020 года руководитель проекта — министр цифрового развития, связи и массовых коммуникаций Максут Шадаев, куратор — вице-премьер Дмитрий Чернышенко.

## Цели и задачи
В состав национального проекта «Цифровая экономика» включены следующие федеральные проекты:
- «Информационная инфраструктура»
- «Информационная безопасность»
- «Искусственный интеллект»
- «Кадры для цифровой экономики»
- «Нормативное регулирование цифровой среды»
- «Цифровые технологии»
- «Цифровое государственное управление»

Основными целями национального проекта «Цифровая экономика» являются:
- повышение внутренних затрат на развитие цифровой экономики за счёт всех источников (по доле в валовом внутреннем продукте страны) не менее чем в четыре раза по сравнению с 2017 годом;
- создание устойчивой и безопасной информационно-телекоммуникационной инфраструктуры высокоскоростной передачи, обработки и хранения больших объёмов данных, доступной для всех организаций и домохозяйств;
- использование преимущественно отечественного программного обеспечения (ПО) государственными органами, органами местного самоуправления и организациями;

Этот национальный проект создан для решения следующих задач:
- создание системы правового регулирования цифровой экономики, основанного на гибком подходе в каждой сфере, а также внедрение гражданского оборота на базе цифровых технологий;
- создание глобальной конкурентоспособной инфраструктуры передачи, обработки и хранения данных преимущественно на основе отечественных разработок;
- обеспечение подготовки высококвалифицированных кадров для цифровой экономики;
- обеспечение информационной безопасности на основе отечественных разработок при передаче, обработке и хранении данных, гарантирующей защиту интересов личности, бизнеса и государства;
- создание сквозных цифровых технологий преимущественно на основе отечественных разработок;
- внедрение цифровых технологий и платформенных решений в сферах государственного управления и оказания государственных услуг, в том числе в интересах населения и субъектов малого и среднего предпринимательства, включая индивидуальных предпринимателей;
- преобразование приоритетных отраслей экономики и социальной сферы, включая здравоохранение, образование, промышленность, сельское хозяйство, строительство, городское хозяйство, транспортную и энергетическую инфраструктуру, финансовые услуги, посредством внедрения цифровых технологий и платформенных решений;
- создание комплексной системы финансирования проектов по разработке и (или) внедрению цифровых технологий и платформенных решений, включающей в себя венчурное финансирование и иные институты развития;
- разработка и внедрение национального механизма осуществления согласованной политики государств — членов Евразийского экономического союза при реализации планов в области развития цифровой экономики.

## История

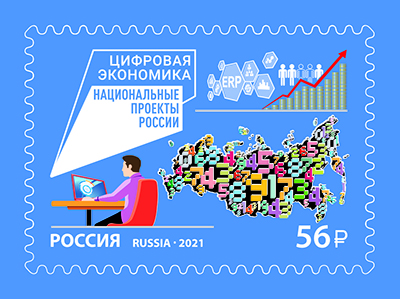
Почтовая марка России 2021 года. Национальные проекты России. Цифровая экономика

4 марта 2019 года замминистра строительства и ЖКХ Андрей Чибис утвердил стандарт федерального проекта «Умный город» — набор базовых и дополнительных мероприятий, которые предстоит выполнять всем городам-участникам проекта цифровизации городского хозяйства до 2024 года, сообщает пресс-служба ведомства. Мероприятия включают восемь направлений: городское управление, «умное» ЖКХ, инновации для городской среды, «умный» городской транспорт, интеллектуальные системы общественной и экологической безопасности, инфраструктура сетей связи, туризм и сервис.
Паспорт проекта «Умный город» был утвержден Минстроем в ноябре 2018 года. Проект входит в состав нацпроекта «Цифровая экономика».
В марте 2019 года у нацпроекта «Цифровая экономика» появился собственный сайт — первого из нацпроектов. Задачей портала, созданного под эгидой проектного офиса программы в лице Аналитического центра при правительстве, станет публикация официальной информации о нацпроекте, структуре его управления и мероприятиях по каждому из шести федеральных проектов, новостей и аналитических материалов по теме цифровой экономики в России и мире.
Роснано вложит 20 млрд рублей в создание фонда развития цифровой экономики: фонд будет предоставлять средства на развитие таких проектов как блокчейн, искусственный интеллект, робототехника и другое. Планируется, что фонд также займется финансированием малого и среднего предпринимательства.
Россотрудничество запустило грантовую программу «Цифровая экономика», направленную на использование современных форматов работы с детьми, привлечение талантливой молодежи для обучения в России, укрепление партнерских связей, расширение локальных точек доступа. было разработано множество цифровых ресурсов, которые реализовали в формате онлайн: виртуальные музеи, образовательные платформы и международные олимпиады. В середине 2019 года Россотрудничество запустило более 40 международных ресурсов для учителей и школьников по всему миру, в которых уже приняли участие более 100 тысяч человек из 92-х стран. В 2020 году, в период пандемии, данный опыт получил свое позитивное развитие.

## Реализация

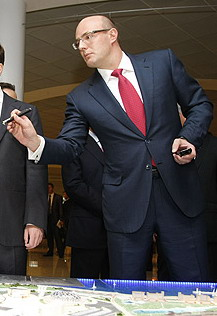
Куратор национального проекта «Цифровая экономика»,
вице-премьер Д.Н. Чернышенко

В паспорте нацпрограммы «Цифровая экономика» на сайте Правительства РФ указаны объемы и источники её финансирования. Согласно им 1099,6 млрд рублей будут выделены из федерального бюджета, 535,3 — из внебюджетных источников, что в совокупности составит 1634,9 млрд рублей. На заседании правительственной комиссии по цифровому развитию Д. А. Медведев сообщил, что предполагаемый объём финансирования сектора «Информационная инфраструктура» на период до 2024 года составит 772 млрд рублей, из них 413 млрд — это деньги из федерального бюджета.
Подводя итоги первого года реализации нацпроекта, министр цифрового развития, связи и массовых коммуникаций Константин Носков отметил результаты по федеральному проекту «Информационная инфраструктура» в рамках которого к сети Интернет подключено почти 18 тыс. социально значимых объектов: школ, фельдшерско-акушерских пунктов, пожарных частей; активный рост популярности и посещаемости портала госуслуг, в пилотном режиме в пяти регионах запущен сервис — «Европротокол онлайн».
В рамках проекта «Умный город»  в сентябре 2019 Белгородская область первая в России запустила систему комплексной цифровизации сферы ЖКХ — «Дом.Контроль». Сфера ЖКХ считается самой остро-социальной проблемой, в которой без внедрения современных технологий не обойтись, Белгородская практика показала, что все обращения горожан можно принимать автоматически и на основе собранных данных формировать независимый рейтинг управляющих организаций.  А самое главное, как отмечает первый заместитель губернатора Белгородской области Е. В. Мирошников, система позволяет наладить коммуникацию управляющих компаний и их жителей без посредничества административных органов.

#### 2020 год
В апреле был разработан проект постановления Правительства РФ о мерах по обеспечению эффективности мероприятий по использованию информационно-коммуникационных технологий в деятельности государственных органов. Документ формирует порядок и методику создания и утверждения ведомственных программ цифровой трансформации, показателей их результативности и эффективности, мониторинга и контроля их реализации. Планирование информатизации будет осуществляться в рамках ведомственных программ цифровой трансформации, устанавливающих показатели результативности и эффективности деятельности госорганов на три года, по которым госорганы будут обязаны ежеквартально отчитываться, а также ежегодно утверждать ведомственную программу цифровой трансформации.
В октябре, в рамках Восточного цифрового форума в кампусе Дальневосточного федерального университета (ДВФУ) открыли первую на Дальнем Востоке пилотную зону 5G, и продемонстрирован первый в России стриминг в эфир телеканала с помощью технологии связи пятого поколения.

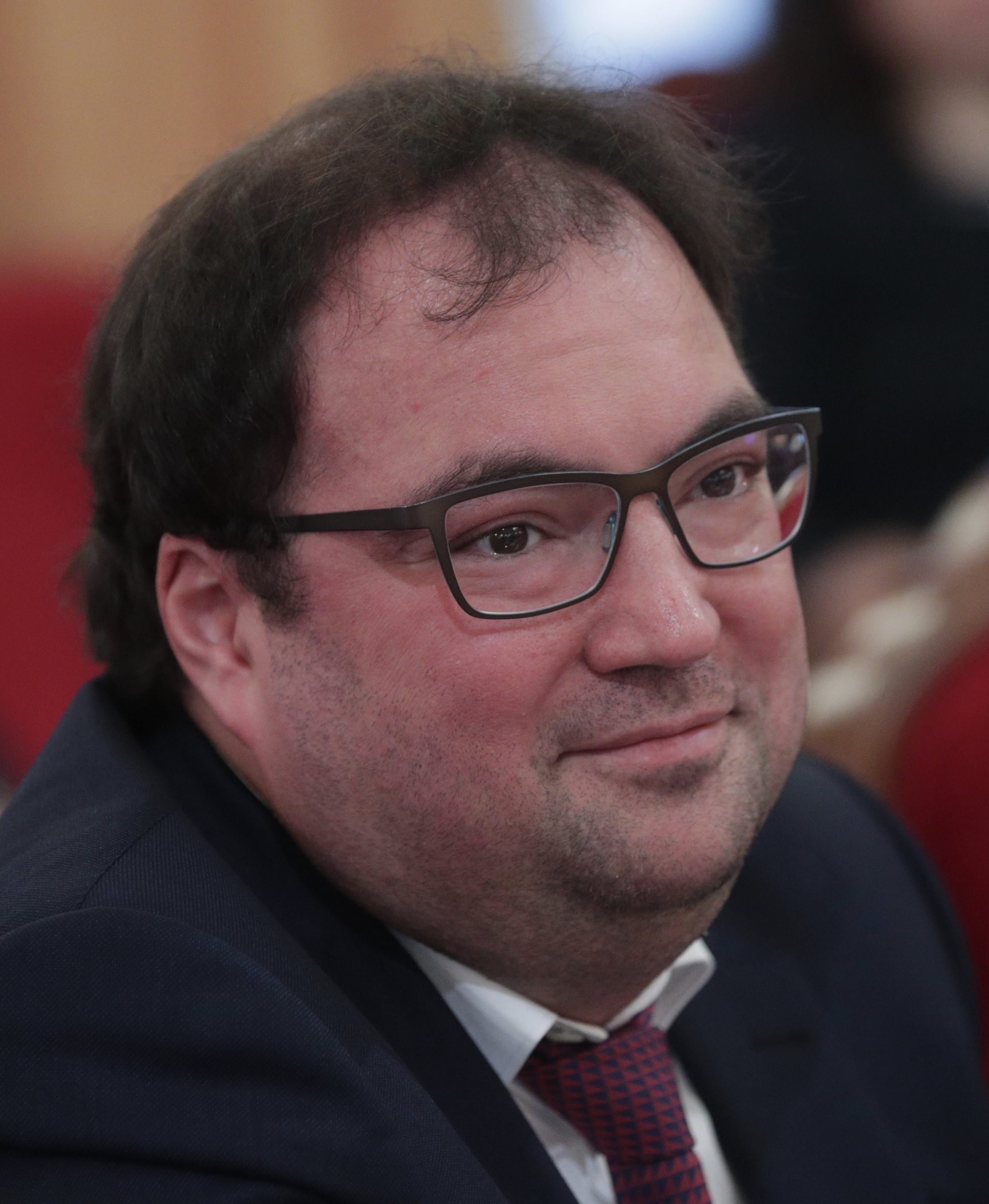
Руководитель нацпроекта «Цифровая экономика»,
министр связи РФ М.И. Шадаев

Министерство цифрового развития, связи и массовых коммуникаций Российской Федерации объявило о запуске конкурсов на получение грантовой поддержки для проектов по разработке и внедрению российских цифровых решений, на которые выделено 7.1 млрд рублей. Основной целью конкурсов является привлечение проектов-стартапов по искусственному интеллекту, интернету вещей, блокчейну, новым производственным технологиям и другим направлениям, а также проекты, направленные на разработку программного обеспечения, включая дистанционные сервисы для удаленной работы, платформы для онлайн-образования или здравоохранения. Кроме того, на гранты Российского фонда развития информационных технологий (РФРИТ) и Фонда «Сколково» могут рассчитывать и компании: на пилотное внедрение отечественных цифровых продуктов, сервисов и платформенных решений (на базе технологий искусственного интеллекта, виртуальной и дополненной реальности, робототехники и сенсорики, новых производственных технологий и технологий распределенных реестров, а также проекты дистанционных сервисов), а также на цифровую трансформацию производственных и управленческих процессов. Обязательным условием для получения поддержки является соответствие приоритетным направлениям поддержки и отечественные цифровые решения.
К концу года в рамках нацпроекта на портале госуслуг было запущено семь суперсервисов: «Поступление в вуз онлайн», «Социальная поддержка онлайн», «Цифровое исполнительное производство», «Трудовые отношения онлайн», «Оформление европротокола онлайн», «Пенсия онлайн» и «Онлайн помощь при инвалидности».
В рамках нацпроекта в 2020 году к интернету было подключено около 22 тысяч социально значимых объектов. В Москве, Екатеринбурге, Зеленограде, Кемерово, Кронштадте, Сочи и республике Хакасия были реализованы пилотные проекты по созданию сетей связи 5G. Создан сервис «Поступление в вуз онлайн», а также масштабирован в рамках РФ сервис «Европротокол онлайн». В сферах здравоохранения, ЖКХ, ТЭК, сельского хозяйства реализованы пилотные проекты по организации узкополосных беспроводных сетей.
В декабре вице-премьер РФ Дмитрий Чернышенко заявил, что финансирование федерального проекта «Искусственный интеллект» в рамках нацпроекта «Цифровая экономика» составит 86,5 млрд рублей, 55 млрд из которых средства «Сбера», 24,6 млрд — госбюджета, 6,9 млрд — привлеченные инвестиции.

#### 2021 год
14 апреля 2021 года Министерство цифрового развития сообщило о старте второго этапа программы устранения цифрового неравенства в рамках федерального проекта «Информационная инфраструктура» национального проекта «Цифровая экономика». По заявлению Минцифры, в этом году мобильная связь стандарта 4G/LTE, которая обеспечит доступ к интернету, будет установлена в 1198 населенных пунктах с населением от 100 до 500 человек. До 2030 года, согласно планам Министерства, мобильная связь станет доступной более чем в 24 000 населенных пунктах РФ.
В апреле 2021 года вице-премьер Дмитрий Чернышенко заявил о планах Правительства РФ в рамках нацпроекта «Цифровая экономика» запустить в текущем году на портале госуслуг шесть новых суперсервисов: «Мое здоровье онлайн», «Правосудие онлайн», «Рождение ребенка», «Трудовая миграция онлайн», «Уведомление и обжалование штрафов за нарушение ПДД онлайн», «Утрата близкого человека». Всего на портале должно быть реализовано 25 суперсервисов. Вместе с тем, Правительство перенесло утверждение федерального проекта «Цифровой регион», стоимость реализации которого оценивается  в 137,3 млрд руб. до 2024 года, на третий квартал 2021 года.
На апрель 2021 года узнаваемость национального проекта «Цифровая экономика» достигла 76%.
В июне 2021 года Дмитрий Чернышенко заявил о том, что в рамках федерального проекта «Искусственный интеллект» нацпроекта «Цифровая экономика» свыше 1200 стартапов смогут получить поддержку по технологиям искусственного интеллекта. Помимо этого планируется создание шести опорных исследовательских центров, а также разработка пятидесяти программ высшего образования в этой сфере.

#### 2024 год
В ноябре 2024 года Минцифры заявило, что по итогам национального проекта «Цифровая экономика» широкополосным доступом в интернет обеспечены 100% социально значимых объектов и 86,4% домохозяйств страны. Более 1 тыс. госуслуг переведено в электронный вид.
Также в рамках нацпроекта 250 тысяч студентов были зачислены на «цифровые» факультеты вузов и более 70 тысяч окончили обучение по направлению «Цифровые профессии».

## Критика
- По заявлению Минфина РФ исполнение расходов федерального бюджета на реализацию нацпроекта «Цифровая экономика» за 11 месяцев 2020 года составило 41,2 %. Это стало худшим результатом среди подобных показателей других национальных проектов[33].